# Uroš Miladinović
Uroš Miladinović (in serbo Урош Миладиновић?; Kruševac, 16 giugno 2004) è un calciatore serbo, attaccante del Čukarički.

## Biografia
È fratello minore di Igor Miladinović, anch'egli calciatore professionista.

## Carriera

### Club
È cresciuto nel settore giovanile del Čukarički ed ha debuttato in prima squadra il 19 maggio 2022 nell'incontro di Superliga pareggiato 0-0 contro il Napredak Kruševac. Nell'estate del 2023 è passato in prestito al Vršac nella terza divisione serba, ma nel mercato invernale del 2024 è stato richiamato dopo aver accumulato 18 presenze ed una rete. Nel luglio del 2024 ha prolungato il contratto fino al 2027 ed il 4 novembre ha segnato il primo gol in massima divisione nell'incontro vinto 2-0 contro lo Železničar Pančevo.

### Nazionale
Ha giocato nelle nazionali giovanili serbe Under-17, Under-18 ed Under-19.

## Statistiche

### Presenze e reti nei club
Statistiche aggiornate al 2 marzo 2025.
| Stagione        | Squadra         | Campionato      | Campionato | Campionato | Coppe nazionali | Coppe nazionali | Coppe nazionali | Coppe continentali | Coppe continentali | Coppe continentali | Altre coppe | Altre coppe | Altre coppe | Totale | Totale | Totale |
| Stagione        | Squadra         | Comp            | Pres       | Reti       | Comp            | Pres            | Reti            | Comp               | Pres               | Reti               | Comp        | Pres        | Reti        | Pres   | Reti   |        |
| --------------- | --------------- | --------------- | ---------- | ---------- | --------------- | --------------- | --------------- | ------------------ | ------------------ | ------------------ | ----------- | ----------- | ----------- | ------ | ------ | ------ |
| 2021-2022       | Čukarički       | SL              | 1          | 0          | CS              | 0               | 0               | -                  | -                  | -                  | -           | -           | -           | 1      | 0      |        |
| 2022-2023       | Čukarički       | SL              | 1          | 0          | CS              | 1               | 0               | -                  | -                  | -                  | -           | -           | -           | 2      | 0      |        |
| 2023-gen. 2024  | Vršac           | 1L              | 17         | 1          | CS              | 0               | 0               | -                  | 1                  | 0                  | -           | -           | -           | 17     | 1      |        |
| gen.-giu. 2024  | Čukarički       | SL              | 2          | 0          | CS              | 0               | 0               | -                  | -                  | -                  | -           | -           | -           | 2      | 0      |        |
| 2024-2025       | Čukarički       | SL              | 21         | 2          | CS              | 1               | 0               | -                  | -                  | -                  | -           | -           | -           | 22     | 2      |        |
| Totale carriera | Totale carriera | Totale carriera | 42         | 3          |                 | 3               | 0               |                    | 0                  | 0                  |             | -           | -           | 45     | 3      |        |